# Mirosław Danielak
Mirosław Danielak, pseudonim „Malizna” (ur. 1950) – polski gangster, przestępca, członek zarządu gangu pruszkowskiego.

## Życiorys
Uzyskał wykształcenie średnie techniczne. W latach 80. był taksówkarzem. Wówczas zaczął pracować dla półświatka przestępczego jako kierowca. Później został cinkciarzem. Jako jedyny z władz gangu pruszkowskiego nie był recydywistą. Działalność przestępczą rozpoczął od kradzieży i włamań. W 1994 postawiono mu zarzut nielegalnego posiadania broni. W tym samym roku wszedł w skład zarządu gangu pruszkowskiego, później jednak oficjalnie był zatrudniony na stanowisku zastępcy dyrektora warszawskiej firmy budowlanej Gredbud. W końcowym okresie działalności grupy pozostawał w konflikcie z innym gangsterem, Andrzejem Kolikowskim, ps. „Pershing”. W kwietniu 2001 został zatrzymany w okolicach Otwocka przez funkcjonariuszy Centralnego Biura Śledczego i Komendy Stołecznej Policji.
W 2003 został skazany przez Sąd Okręgowy w Warszawie na karę siedmiu lat i trzech miesięcy pozbawienia wolności za założenie i kierowanie gangiem pruszkowskim. Wyrok ten został utrzymany w mocy przez sąd apelacyjny w 2004, a później przez Sąd Najwyższy w 2005.
Również w 2003 Sąd Okręgowy w Nowym Sączu skazał Danielaka na karę 10 lat pozbawienia wolności za zlecenie zabójstwa w 1999 Andrzeja Kolikowskiego, ps. „Pershing”. Sąd uznał, że powodem zabójstwa była chęć zajęcia przez zleceniodawcę wyższej pozycji w gangu pruszkowskim. W 2004 Sąd Apelacyjny w Krakowie utrzymał wyrok w mocy. W 2006 Sąd Najwyższy oddalił kasację obrony jako „oczywiście bezzasadną”.
Jego młodszy brat, Leszek Danielak ps. „Wańka”, był również członkiem zarządu gangu pruszkowskiego.